# 威諾納鎮區 (北達科他州格蘭特縣)
威諾納鎮區（英語：Winona Township）是位於美國北達科他州格蘭特縣的一個鎮區。

## 地方資料
威諾納鎮區的面積為104.64平方千米，當中陸地面積為104.45平方千米，而水域面積為0.19平方千米。根據2020年美國人口普查的數據，當地共有人口23人，而人口密度為每平方千米0.22人。